# Brodawkowaty nowotwór glioneuronalny

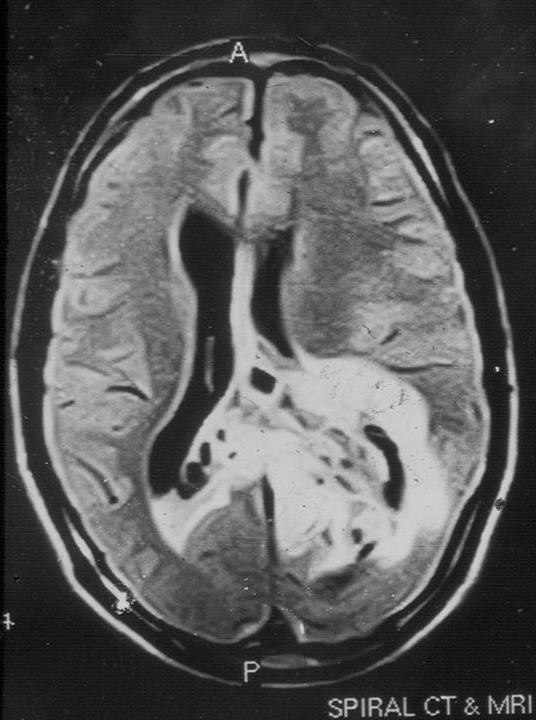
MRI bez kontrastu uwidacznia hiperdensyjną zmianę w lewej okolicy skroniowej i potyliczno-ciemieniowej. Guz przekracza linię środkową i nacieka prawą okolicę potyliczną

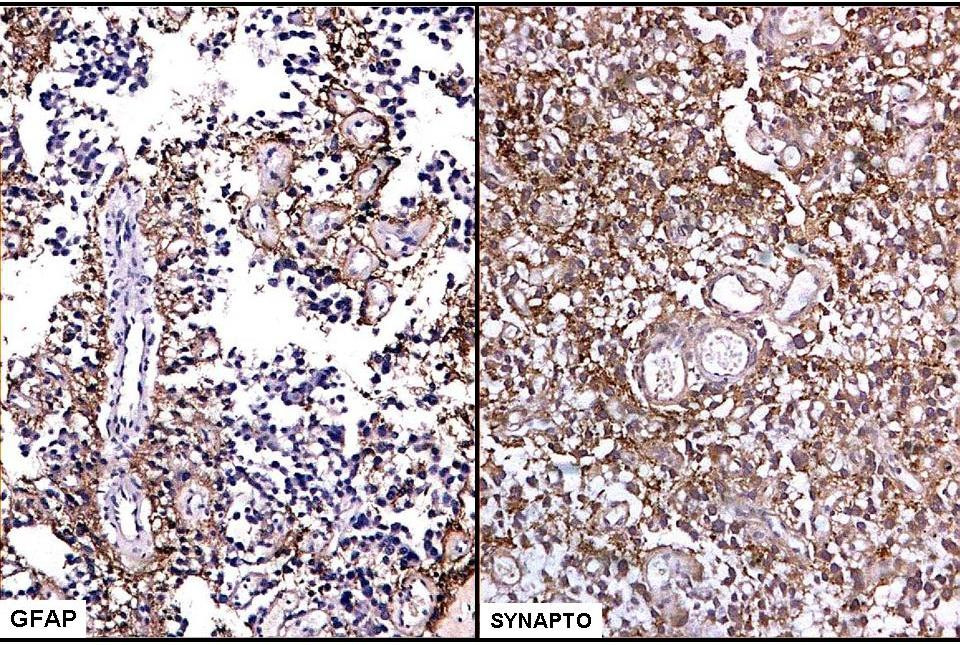
Barwienie immunohistochemiczne na obecność GFAP i synaptofizyny w komórkach PGNT

Brodawkowaty nowotwór glioneuronalny (ang. papillary glioneuronal tumor, PGNT) – niedawno opisany pierwotny złośliwy guz ośrodkowego układu nerwowego, uwzględniony w najnowszej klasyfikacji WHO (2007). Opisano mniej niż 40 przypadków pacjentów z PGNT. PGNT występuje równie często u mężczyzn i kobiet, opisywano go w różnych grupach wiekowych (wiek zachorowania od 4 do 75 lat; średnio 28 lat). Najczęstszą manifestacją nowotworu są padaczka (lokalizacja w płatach czołowych), w innych lokalizacjach objawy są niespecyficzne (ból głowy); nie opisywano objawów ogniskowych. Jest guzem mieszanym, histologicznie PGNT zawiera komponenty glejową i neuronalną, charakteryzuje się pseudobrodawkowatym typem wzrostu i hialinizacją naczyń guza. Uważany jest za guz o niskim stopniu złośliwości. PGNT został opisany w 1998 roku przez Komoriego i wsp..